# Eleonora Gonzaga
Eleonora (I) Gonzaga (Mantova, 23 settembre 1598 – Vienna, 27 giugno 1655) è stata una principessa italiana per nascita, imperatrice del Sacro Romano Impero, arciduchessa d'Austria, regina d'Ungheria e Boemia, come moglie di Ferdinando II.

## Biografia

### Primi anni

#### Nascita
Nata a Mantova, nella cui corte trascorse l'infanzia, era figlia di Vincenzo I Gonzaga, e di sua moglie, Eleonora de' Medici. Da parte di padre i suoi nonni erano Guglielmo Gonzaga, duca di Mantova e Montferrato, e l'arciduchessa Eleonora d'Austria, e da parte di sua madre i suoi nonni erano Francesco I de' Medici e l'arciduchessa Giovanna d'Austria.

#### Battesimo
Due mesi dopo la sua nascita, il 22 novembre, la principessa fu battezzata nella Basilica Palatina di Santa Barbara con i nomi Eleonora Anna Maria, in onore di sua madre e delle sue due sorelle maggiori, Anna de' Medici e Maria de' Medici, futura regina consorte di Francia e Navarra. La cerimonia fu condotta da Francesco, vescovo di Mantova, e i suoi padrini erano Ferdinando II (il suo futuro marito e imperatore del Sacro Romano Impero) - che era rappresentato da Jakob Prandtner - e Margherita d'Austria, regina di Spagna.

#### Educazione
Eleonora trascorse la sua infanzia presso la corte ducale di Mantova, che fu uno dei maggiori centri culturali e scientifici d'Europa. Quando aveva dieci anni, la sua educazione fu affidata alla zia paterna Margherita Gonzaga, duchessa di Ferrara e Modena, che visse nella Chiesa di Sant'Orsola, fondata da lei stessa (anche se non prese mai il velo). La Duchessa vedova fece sì che sua nipote ricevesse una buona educazione, che comprendeva lo studio delle lingue straniere, la storia, la musica e la pittura. L'ambiente religioso in cui è cresciuta ha influenzato molto Eleonora.

### Trattative matrimoniali
All'inizio del 1610, il duca Vincenzo negoziò un matrimonio tra la figlia dodicenne e Marcantonio IV Colonna, duca e principe di Paliano, e nel marzo di quell'anno fu firmato un contratto in base al quale veniva stipulata una dote per Eleonora di 130.000 scudi. Tuttavia, i negoziati si conclusero rapidamente a causa di un precedente accordo matrimoniale dei Colonna con la famiglia Doria. Quindi, iniziarono le trattative per il matrimonio di Eleonora con Vittorio Amedeo, principe di Piemonte ed erede del ducato di Savoia. Il duca Vincenzo morì nel 1612, prima che potesse organizzare il matrimonio della figlia più giovane.

#### Matrimonio

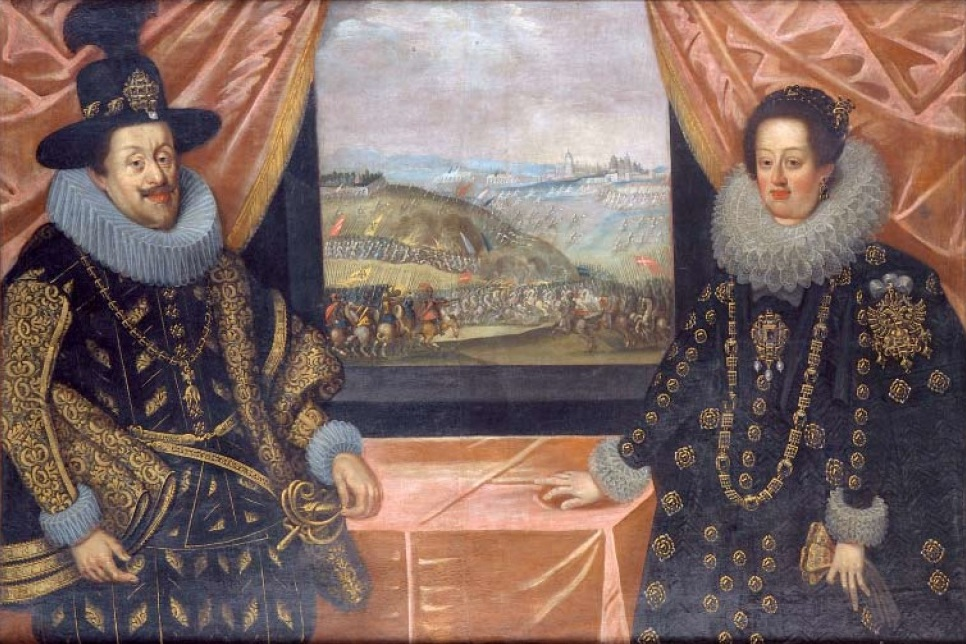
Ferdinando II ed Eleonora

Nel luglio 1621 l'imperatore Ferdinando II mandò a Mantova il suo consigliere privato, il barone Johann Ulrich von Eggenberg, per negoziare il suo matrimonio con Eleonora. Dopo aver ottenuto la dispensa dalla Santa Sede, il 21 novembre fu firmato il contratto, e nello stesso giorno nella basilica palatina di Santa Barbara presso il palazzo ducale di Mantova si svolse il matrimonio per procura.
La cerimonia ufficiale ebbe luogo a Innsbruck il 2 febbraio 1622 e le celebrazioni furono piuttosto modeste. Ferdinando II ed Eleonora, accompagnati da parenti, si sposarono nella cappella del palazzo imperiale. Come regalo di nozze dello sposo, la sposa ricevette un gioiello di diamanti e perle del valore di 30.000 ducati; inoltre, 18.000 fiorini furono presentati ad Eleonora dai sudditi tirolesi di suo marito. Due giorni dopo, i parenti di Eleonora ricevettero doni dall'Imperatore e partirono per Mantova, e il giorno dopo la coppia imperiale viaggiò per raggiungere Vienna.
Nonostante la grande differenza d'età tra loro, Eleonora e Ferdinando II ebbero un matrimonio felice. Non avendo avuto figli, Eleonora riuscì a creare uno stretto rapporto con tutti i suoi figliastri, in particolare con il più giovane, l'arciduca Leopoldo Guglielmo, con il quale condivideva la passione per l'arte e la letteratura. Come suo marito, era profondamente religiosa e una forte sostenitrice della Controriforma. I confessori dell'imperatore e dell'imperatrice erano gesuiti. Eleonora e suo marito condividevano anche l'amore per la caccia e la musica; qualche tempo dopo, l'imperatore modificò il contratto di matrimonio in favore di sua moglie.

### Imperatrice e regina di Germania
Subito dopo il suo arrivo a Vienna, Eleonora imparò la lingua tedesca. Ha assunto servitori della precedente imperatrice, rimandando la maggior parte dei suoi servitori nativi a Mantova. Ferdinando II diede a sua moglie il palazzo della Favorita, che in precedenza era appartenuto alla sua defunta moglie. Successivamente, ha anche ricevuto il possesso dei palazzi di Laxenburg e Schönbrunn.
A Presburgo, l'odierna Bratislava, il 26 luglio 1622 Eleonora fu incoronata regina d'Ungheria, il 7 novembre 1627 nella cattedrale di Ratisbona fu incoronata Sacra Imperatrice romana e regina di Germania, e il 21 novembre di quell'anno a Praga fu incoronata regina di Boemia.
Eleonora non era interessata alla politica, ma cercò di essere una buona imperatrice per i suoi sudditi. Spesso accompagnava il marito alle riunioni con gli elettori imperiali e i capi degli stati dell'impero. Tra i molti contributi fatti da lei, fu la costruzione della cappella della Madonna di Loreto nella chiesa degli Agostiniani. Santificata il 9 settembre 1627, la cappella divenne la seconda utilizzata dalla corte imperiale. Dietro la cappella fu costruito l'Herzgruft, che in seguito avrebbe contenuto i cuori dei membri della casa d'Asburgo. Con la benedizione di Papa Urbano VIII, l'imperatrice costruì a Vienna un monastero di Carmelitani Scalzi e lasciò in eredità 80.000 fiorini per la salvezza della sua anima dopo la sua morte. Insieme a suo marito fondò un altro monastero di Carmelitani Scalzi a Vienna e fu benefattrice della confraternita che organizzò la sepoltura dei senzatetto. L'imperatrice sostenne anche i Carmelitani Scalzi a Graz.
Nonostante la sua attenzione alle sue materie tedesche, Eleonora non ha negato il suo sostegno ai suoi compatrioti italiani che erano venuti alla sua corte. L'imperatrice diede il patrocinio ai musicisti e ballerini italiani. Grazie a lei, la corte imperiale di Vienna divenne un centro della musica barocca europea. Iniziò la tradizione di assistere alle rappresentazioni di opere e balletti durante le celebrazioni speciali nella famiglia imperiale; il primo ebbe luogo durante il compleanno di Ferdinando II nel 1625 e, a tal fine, fu costruita la grande sala di legno dell'Hofburg.
Una fonte di profonda preoccupazione per Eleonora fu la Guerra di successione di Mantova (1628-1631), che iniziò dopo la morte dei suoi fratelli Francesco IV (1612), Ferdinando (1626) e Vincenzo II (1627) senza legittimi eredi maschi sopravvissuti. Durante la guerra tra l'imperatore, il re Filippo IV di Spagna e il duca Carlo Emanuele I di Savoia da una parte (che sostenevano Ferrante II Gonzaga, duca di Guastalla) e il re Luigi XIII di Francia e la Repubblica di Venezia (che sostenne Carlo Gonzaga, duca di Nevers) dall'altra, l'esercito imperiale conquistò e saccheggiò Mantova, la terra natia dell'imperatrice.

### Ultimi anni e morte

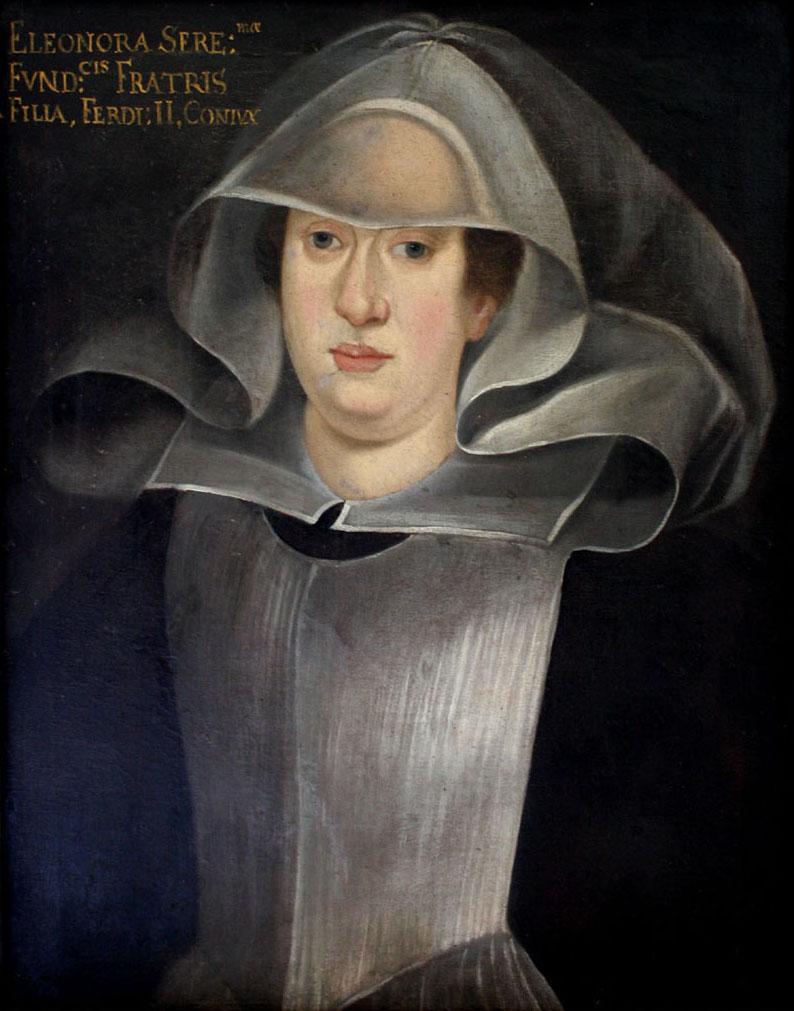
Eleonora come imperatrice vedova

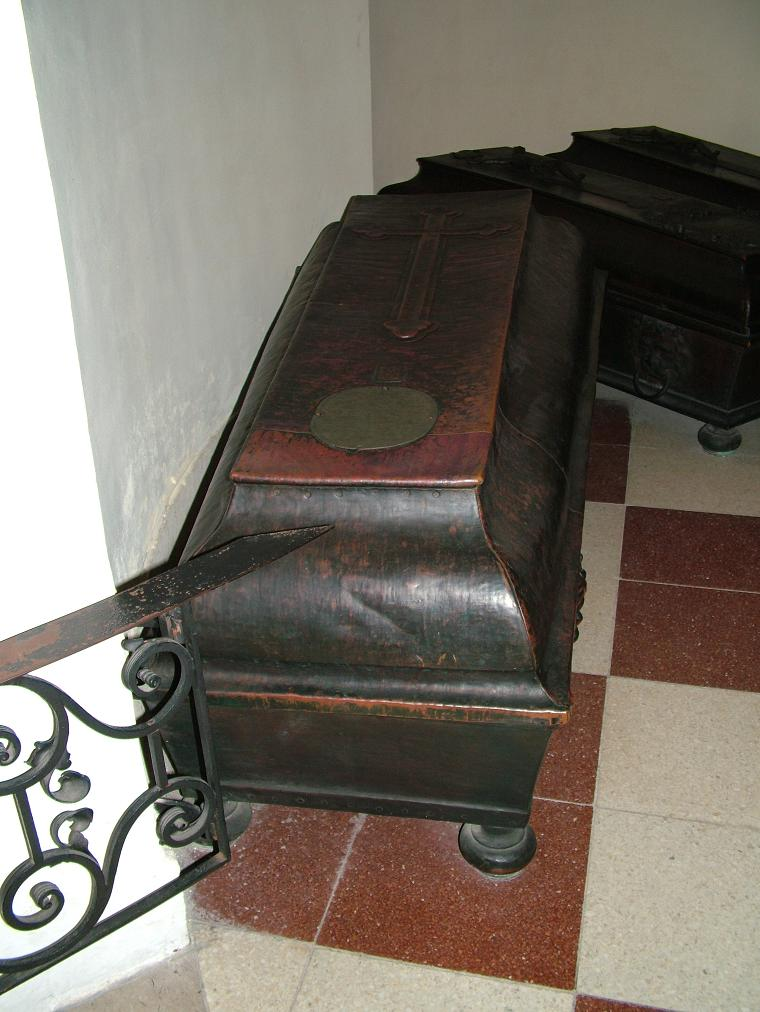
Sarcofago nella Cattedrale di Santo Stefano a Vienna.

L'imperatore Ferdinando II morì il 15 febbraio 1637. Vedova, Eleonora si stabilì nel castello di Graz, vicino al mausoleo del marito. Nello stesso anno si trasferì a Vienna e si stabilì nel Monastero dei Carmelitani Scalzi che aveva fondato in precedenza. Secondo i contemporanei, l'imperatrice vedova conduceva una vita pia. Trascorreva parte del suo tempo nei suoi palazzi fuori città, ad esempio a Schönbrunn, che è stata architettata da lei nello stile del barocco italiano.
Il 18 aprile 1637 l'importo monetario che le apparteneva come imperatrice vedova fu cambiato ripetutamente. I gioielli che ricevette da suo marito durante il loro matrimonio, compreso quello di diamanti con perle, donatogli il giorno del loro matrimonio, furono restituiti al tesoro della casa d'Asburgo. 
Come prima, l'imperatrice vedova conduceva un'attiva corrispondenza con i suoi parenti italiani e austriaci. Fu autorizzata dal pronipote Carlo II di Gonzaga-Nevers, a essere la sua intermediaria nelle trattative sul contratto di matrimonio tra la di lui sorella Eleonora e il nuovo Imperatore Ferdinando III, figlio di prime nozze di Ferdinando II e figliastro di Eleonora, firmato infine l'8 febbraio 1651.
Nel suo testamento, che fu redatto nel 1651 e modificato poco prima della sua morte, l'imperatrice vedova nominò sua nipote, l'imperatrice Eleonora, come sua erede. Inoltre, ha lasciato notevoli somme per i servizi commemorativi e beneficenza. Eleonora morì a Vienna il 27 giugno 1655, all'età di 56 anni e fu sepolta nel monastero dei Carmelitani Scalzi. Il cuore dell'imperatrice è stato posto in un'urna, che è posta accanto alla tomba di suo marito nel suo mausoleo. Nel 1782, i suoi resti furono trasferiti alla Cattedrale di Santo Stefano a Vienna.

## Ascendenza
|                        |                     |                           | Genitori                    |  |  | Nonni |  |  | Bisnonni            |  |  | Trisnonni            |  |
|                        |                     |                           |                             |  |  |       |  |  | Federico II Gonzaga |  |  | Francesco II Gonzaga |  |
|                        |                     |                           |                             |  |  |       |  |  | Federico II Gonzaga |  |  | Francesco II Gonzaga |  |
|                        |                     | Isabella d'Este           |                             |  |  |       |  |  | Federico II Gonzaga |  |  |                      |  |
| Guglielmo Gonzaga      |                     |                           |                             |  |  |       |  |  | Federico II Gonzaga |  |  |                      |  |
|                        |                     | Margherita Paleologa      | Guglielmo IX del Monferrato |  |  |       |  |  |                     |  |  |                      |  |
|                        |                     | Margherita Paleologa      | Guglielmo IX del Monferrato |  |  |       |  |  |                     |  |  |                      |  |
|                        |                     | Margherita Paleologa      | Anna d'Alençon              |  |  |       |  |  |                     |  |  |                      |  |
| Vincenzo I Gonzaga     |                     | Margherita Paleologa      |                             |  |  |       |  |  |                     |  |  |                      |  |
|                        |                     | Ferdinando I d'Asburgo    | Filippo I di Castiglia      |  |  |       |  |  |                     |  |  |                      |  |
|                        |                     | Ferdinando I d'Asburgo    | Filippo I di Castiglia      |  |  |       |  |  |                     |  |  |                      |  |
|                        |                     | Ferdinando I d'Asburgo    | Giovanna di Castiglia       |  |  |       |  |  |                     |  |  |                      |  |
| Eleonora d'Austria     |                     | Ferdinando I d'Asburgo    |                             |  |  |       |  |  |                     |  |  |                      |  |
|                        |                     | Anna Jagellone            | Ladislao II di Boemia       |  |  |       |  |  |                     |  |  |                      |  |
|                        |                     | Anna Jagellone            | Ladislao II di Boemia       |  |  |       |  |  |                     |  |  |                      |  |
|                        |                     | Anna Jagellone            | Anna di Foix-Candale        |  |  |       |  |  |                     |  |  |                      |  |
| Eleonora Gonzaga       |                     | Anna Jagellone            |                             |  |  |       |  |  |                     |  |  |                      |  |
|                        | Cosimo I de' Medici | Giovanni dalle Bande Nere |                             |  |  |       |  |  |                     |  |  |                      |  |
|                        | Cosimo I de' Medici | Giovanni dalle Bande Nere |                             |  |  |       |  |  |                     |  |  |                      |  |
|                        | Cosimo I de' Medici | Maria Salviati            |                             |  |  |       |  |  |                     |  |  |                      |  |
| Francesco I de' Medici | Cosimo I de' Medici |                           |                             |  |  |       |  |  |                     |  |  |                      |  |
|                        |                     | Eleonora di Toledo        | Pedro Álvarez de Toledo     |  |  |       |  |  |                     |  |  |                      |  |
|                        |                     | Eleonora di Toledo        | Pedro Álvarez de Toledo     |  |  |       |  |  |                     |  |  |                      |  |
|                        |                     | Eleonora di Toledo        | María Osorio y Pimentel     |  |  |       |  |  |                     |  |  |                      |  |
| Eleonora de' Medici    |                     | Eleonora di Toledo        |                             |  |  |       |  |  |                     |  |  |                      |  |
|                        |                     | Ferdinando I d'Asburgo    | Filippo I di Castiglia      |  |  |       |  |  |                     |  |  |                      |  |
|                        |                     | Ferdinando I d'Asburgo    | Filippo I di Castiglia      |  |  |       |  |  |                     |  |  |                      |  |
|                        |                     | Ferdinando I d'Asburgo    | Giovanna di Castiglia       |  |  |       |  |  |                     |  |  |                      |  |
| Giovanna d'Austria     |                     | Ferdinando I d'Asburgo    |                             |  |  |       |  |  |                     |  |  |                      |  |
|                        |                     | Anna Jagellone            | Ladislao II di Boemia       |  |  |       |  |  |                     |  |  |                      |  |
|                        |                     | Anna Jagellone            | Ladislao II di Boemia       |  |  |       |  |  |                     |  |  |                      |  |
|                        |                     | Anna Jagellone            | Anna di Foix-Candale        |  |  |       |  |  |                     |  |  |                      |  |
|                        |                     | Anna Jagellone            |                             |  |  |       |  |  |                     |  |  |                      |  |